# Ненсі Сінатра
Ненсі Сандра Сінатра (англ. Nancy Sandra Sinatra; нар. 8 червня 1940, Джерсі-Сіті, США) — американська співачка, акторка, старша дочка Френка Сінатри. Одна з найпопулярніших виконавиць другої половини 1960-х років.

## Біографія
Ненсі народилася в родині відомого американського співака Френка Сінатри та Ненсі Барбато і мала молодшого брата Френка та сестру Тіну. У 1944 році Френк присвятив своїй чотирирічній донечці пісню «Nancy (With the Laughing Face)».
У 1949 році родина розпалася: батьки Ненсі фактично розійшлися, хоча сам процес розлучення тривав ще два роки.
Але Френк не залишив своїх дітей напризволяще і продовжував перейматися їхньою долею. Так, у 1957 році Ненсі знялася разом із батьком у фільмі й це стало стартом до її акторської кар'єри, а в 1959 році вона дебютувала у телешоу, ведучим якого був Френк Сінатра, а запрошеним гостем — Елвіс Преслі, який перебував у зеніті слави. Майже через десять років Ненсі та Елвіс уже разом зіграють у картині «Спідвей», але тоді це були її перші кроки до майбутньої популярності.

Френк Сінатра та його дочка Ненсі

Обкладинка синглу «These Boots Are Made for Walkin'»

Після розлучення зі співаком Томмі Сендсом та виконання кількох пісень Ненсі кардинально змінює свій імідж сором'язливої дівчинки на розкуту й норовливу sexy-girl, яка носить міні-спідниці та черевики на високих підборах. У 1966 році сингл «These Boots Are Made for Walkin'», який написав Лі Хейзлвуд та виконала Ненсі Сінатра, утримувався на першому місці в американському музичному хіт-параді Billboard Hot 100 протягом 14 тижнів, а також підкорив британські чарти продажів платівок. Надалі майже всі хіти співачки будуть відзначені авторством Лі Гейзлвуда.
У 1967 році Ненсі заспівала дуетом разом зі своїм батьком. Їхня пісня «Somethin' Stupid» стала мало не піснею року. Також вона співає разом з Гейзлвудом; зокрема, сингл «Some Velvet Morning» стає визнаним шедевром психоделії, однією з найбільш «химерніших» (у гарному розумінні цього слова) пісень, в якій поєднано дві несумісні одна з одною музичні теми та вокали Гейлзвуда та Ненсі.
Поступово пісні співачки ставали більш ліричними та глибшими у звучанні. Великий вплив на музичну творчість Ненсі Сінатри та Лі Гейзлвуда зробила так звана «вестерн-музика», яка створювалася для американського кіно про Дикий Захід.
Під час війни у В'єтнамі Ненсі двічі вирушала до цієї країни давати концерти спеціально для американських солдатів. Те, що співачка побачила у В'єтнамі, жахливі наслідки цієї війни справили на неї величезне враження. За своїми переконаннями Ненсі стала пацифісткою і часто виступала на антивійськових заходах.
У кінці 1960-х років Ненсі записала пісню «You Only Live Twice» до 5-го кінофільму про Джеймса Бонда. У цей же час вона зіграла разом з Елвісом Преслі у фільмі «Спідвей», а також стала першою співачкою, яка записала пісні в альбомі Елвіса Преслі.
Найвідомішим фільмом за її участю став «Дикі янголи», де разом з нею зіграв Пітер Фонда.
У 1970 році Ненсі виходить заміж за хореографа Г'ю Ламберта. Незабаром кар'єра для неї відходить на другий план, поступаючись родині. У 1972 році вийшов її останній альбом «Woman». Наступного року було видано збірку колишніх шлягерів Ненсі і після цього вона залишає сцену, щоб відпочити та присвятити себе родині. Щоправда, у 1976 році вона записала пісню «Kinky Love», яку заборонили до радіотрансляції «через її непристойний зміст».
У 1981 році вийшов спільний альбом Ненсі Сінатри та Мела Тілліса у стилі кантрі. Через кілька років співачка спробувала свої сили у літературній творчості, видавши книгу спогадів про свого батька Френка Сінатру — «Frank Sinatra, My Father».
У 1995 році Ненсі тріумфально повертається на сцену і щоб привернути увагу до свого нового альбому, вона знялася у весняній сесії журналу «Playboy» (попри те, що їй вже виповнилося 54 роки).
Співачка знову почала співпрацювати з Лі Гейзлвудом і разом вони здійснили концертний тур.
11 травня 2006 року на честь Ненсі Сінатри було відкрито особисту зірку на Алеї слави у Голівуді.
Пісні Ненсі лишаються популярними та затребуваними і через багато десятиліть. У 2003 році Квентін Тарантіно використав версію пісні «Bang Bang (My Baby Shot Me Down)», виконану Ненсі Сінатрою, у своєму фільмі «Убити Білла».
Роббі Вільямс разом з Ніколь Кідман на початку 2000-х виконали «Somethin' Stupid», а у мультфільмі «Шрек 2» Антоніо Бандерас (озвучував Кота в чоботях) виконав «These Boots Are Made for Walkin'».

## Дискографія

### Студійні альбоми
- 1966 — «Boots»
- 1966 — «How Does That Grab You?»
- 1966 — «Nancy in London»
- 1967 — «Country, My Way»
- 1967 — «Sugar»
- 1969 — «Nancy»
- 1972 — «Woman»
- 1995 — «One More Time»
- 2004 — «Nancy Sinatra»

## Фільмографія
- 1964 — «Для тих, хто думає по-молодому[en]» (англ. «For Those Who Think Young»)
- 1964 — «Взяти собі дівчину з коледжу[en]» (англ. «Get Yourself a College Girl»)
- 1965 — «Шлюб на скелях[en]» (англ. «Marriage on the Rocks»)
- 1966 — «Привид у невидимому бікіні[en]» (англ. «The Ghost in the Invisible Bikini»)
- 1966 — «Останній із секретних агентів?[en]» англ. «The Last of the Secret Agents?»
- 1966 — «Оскар» (англ. «The Oscar»)
- 1966 — «Дикі ангели[en]» (англ. «The Wild Angels»)
- 1968 — «Спідвей[en]» (англ. «Speedway»)